# Georg Mascolo

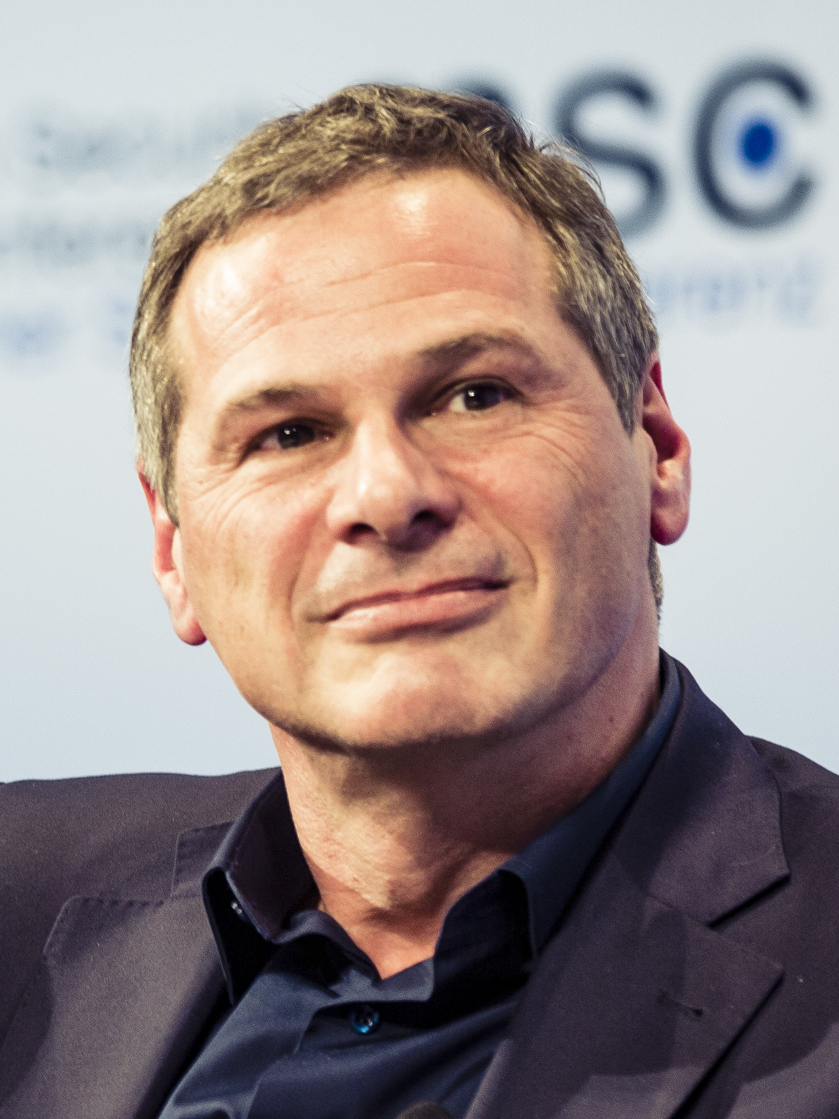
Mascolo während der 53. MSC 2017

Georg Mascolo (* 26. Oktober 1964 in Stadthagen) ist ein deutsch-italienischer Journalist und Publizist. Er war von 2008 bis 2013 Chefredakteur des Nachrichtenmagazins Der Spiegel. Von 2014 bis 2022 leitete er den neu geschaffenen Rechercheverbund des NDR, des WDR und der Süddeutschen Zeitung. Außerdem war er für die ARD als Terrorismusexperte tätig.

## Leben und berufliche Laufbahn
Mascolo ist Sohn einer deutschen Mutter und eines aus Castellammare di Stabia am Golf von Neapel stammenden promovierten italienischen Germanisten. Nach seiner Berufsausbildung zum Rechtsanwalts- und Notargehilfen absolvierte er ein Volontariat bei seinem Heimatblatt Schaumburger Zeitung.
Als freier Mitarbeiter beim privaten Radiosender FFN recherchierte er über die Spielbank-Affäre in Hannover und bekam so Kontakt zu Stefan Aust, der ihn 1988 zu Spiegel TV holte. Unter anderem berichtete Mascolo über die Ereignisse um den Fall der Berliner Mauer und die Wiedervereinigung. Mit den Kameraleuten Rainer März und Germar Biester berichtete er von der Ostseite des Berliner Grenzübergangs Bornholmer Straße über den historischen Moment, als die DDR-Grenzer ohne Befehl den Schlagbaum öffneten. Die Reportage stellt ein Dokument der Zeitgeschichte dar und wurde von der UNESCO ins Weltdokumentenerbe aufgenommen.
1992 wurde Mascolo stellvertretender Leiter des Berliner Büros des Spiegel und im Jahr 2000 Leiter des Ressorts „Deutschland II“, bevor er ab 2004 als politischer Auslandskorrespondent in den USA tätig war. 2007 wurde er gemeinsam mit Dirk Kurbjuweit zum Leiter des Berliner Hauptstadtbüros berufen.

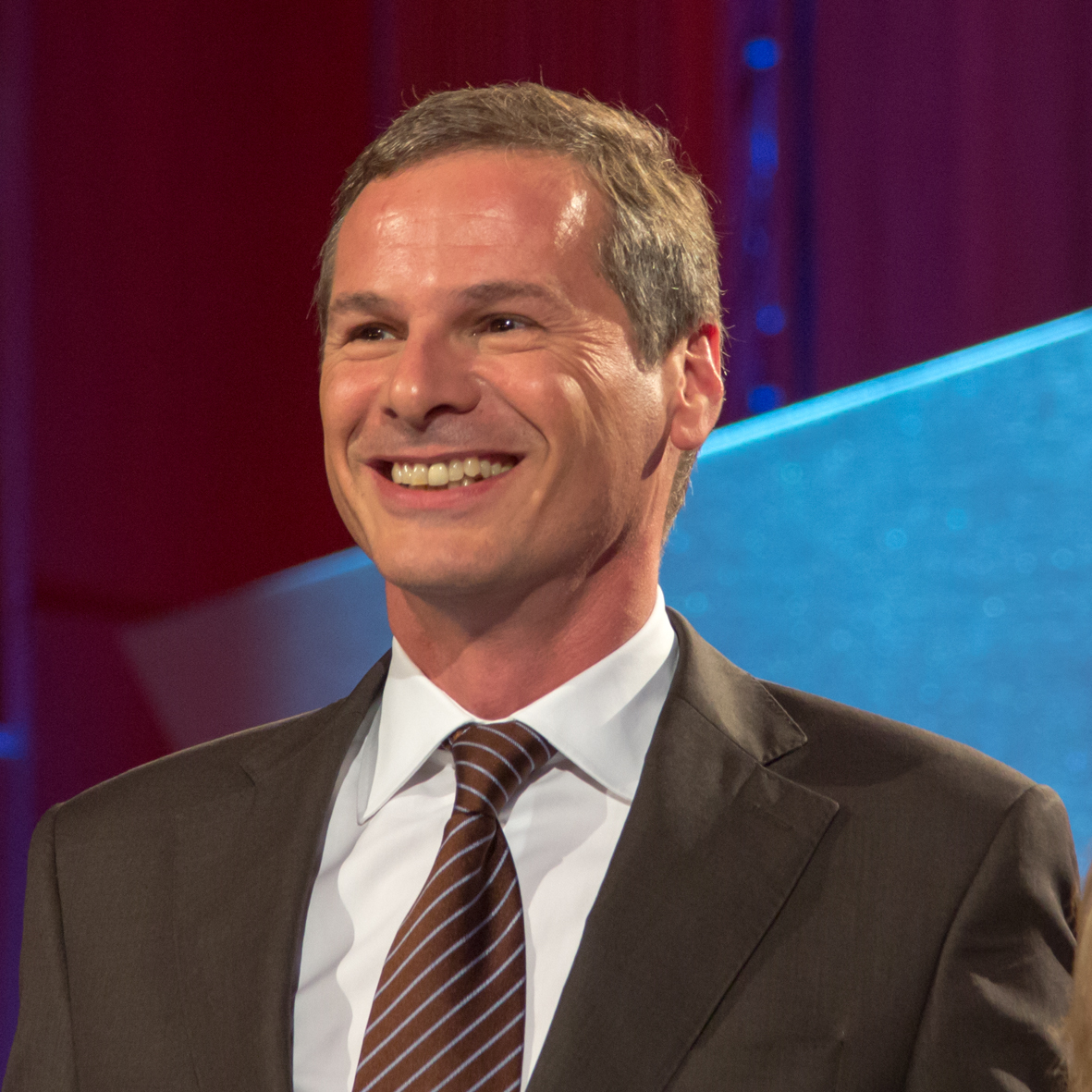
Georg Mascolo als Laudator beim Hanns-Joachim-Friedrichs-Preis 2013

Mascolo wurde am 5. Februar 2008 gemeinsam mit Mathias Müller von Blumencron Chefredakteur des Spiegel, wobei die Verantwortung für die Printausgabe wöchentlich wechselte. Am 21. Februar 2011 übernahm er die alleinige Verantwortung für die Printausgabe. Nachdem bereits im Vorfeld Gerüchte über fortgesetzte Zwistigkeiten zwischen den seit Jahren rivalisierenden Chefredakteuren kursiert hatten, wurden beide Chefredakteure schließlich am 9. April 2013 mit sofortiger Wirkung abberufen.
Am 31. Oktober 2013 sprach Mascolo in Moskau zusammen mit dem Grünen-Abgeordneten Hans-Christian Ströbele mit Edward Snowden über dessen Enthüllungen in der NSA-Affäre.
Von 2014 bis 2022 leitete Mascolo den neu geschaffenen Rechercheverbund von NDR, WDR und Süddeutscher Zeitung. Für diese Arbeit wurde er 2014 in der „Kategorie Politik“ als Journalist des Jahres ausgezeichnet, weil er sein „ganzes Talent als herausragender Rechercheur“ gezeigt und „in der Rolle des sachkundigen, unaufgeregten Analytikers der Rechercheergebnisse in etlichen politischen (TV-) Diskussionen“ geglänzt habe.

## Krieg der Worte
Zum Thema Krieg der Worte – Fakt, Fake und die neue Macht der Lüge forderte Mascolo im Juni 2017 in einem Vortrag im Rahmen der Tübinger Mediendozentur an der Universität Tübingen Journalisten auf, Fehler zuzugeben und Falschmeldungen zu korrigieren. Er habe sich dieser Verpflichtung der längsten Zeit seines Berufslebens entzogen wie die meisten anderen Journalisten auch, zitiert Kristine Keck ihn in der Stuttgarter Zeitung. Journalisten hätten die Bedrohung ihrer Glaubwürdigkeit zu lange ignoriert. In seiner Darstellung von Fake News und Propagandatechniken betonte Mascolo außerdem die Stärkung der Rolle des Staates und gleichzeitig die Verantwortung der Internetkonzerne wie der Medien.

## Mitgliedschaften und Funktionen
- Gründungsmitglied von Netzwerk Recherche[17]
- Mitglied im Kuratorium von Reporter ohne Grenzen[18]
- Dean der Bucerius Summer School on Global Governance[19]
- Mascolo ist Mitglied der Organisation Atlantik-Brücke[20] sowie
- Mitglied der „Core Group“ der Münchner Sicherheitskonferenz.[20]

## Privates
Mascolo besitzt sowohl die deutsche als auch die italienische Staatsangehörigkeit. Er ist mit der Stern-Autorin Katja Gloger verheiratet und hat erwachsene Zwillingstöchter.

## Zitate
„Journalismus ist unverzichtbar in der Demokratie, er liefert den Menschen die Informationen die sie benötigen, um ihre eigenen Entscheidungen zu treffen. Informieren, nicht missionieren, ist der Auftrag. Zugang zu verlässlichen Informationen ist ein Grundrecht und nicht weniger wichtig als der Zugang zu guter Bildung, Gesundheitsversorgung oder sauberem Wasser.“

„Beschäftigen Sie sich mit Positionen und Meinungen, die Sie nicht teilen. Heute ist es einfach, unter sich zu bleiben, immer in der eigenen Echokammer. Aber es ist notwendig und gut, sich mit jenen auseinanderzusetzen, die man am wenigsten versteht. Die Demokratie ist kein Schützengraben. Sie lebt davon, daß wir uns zuhören.“

## Schriften
- Krieg der Worte. Fakt, Fake und die neue Macht der Lüge. Entstanden im Rahmen der Tübinger Mediendozentur, Tübingen 2017.
- Ausbruch: Innenansichten einer Pandemie - Die Corona-Protokolle. Mit Katja Gloger. Piper Verlag, München 2021, ISBN 978-3-492-99903-8.
- mit Christian Drosten: Alles überstanden? Ein überfälliges Gespräch zu einer Pandemie, die nicht die letzte gewesen sein wird. Berlin 2024, ISBN 9783550203022.